# Aguino
Aguino (Aguinu en asturiano y oficialmente) es una parroquia y una entidad de población española del municipio de Somiedo, en la comunidad autónoma de Asturias.

## Geografía
Ocupa una extensión de 14,82 km². Está situada a 4.8 km de la capital del concejo.

## Historia
Hacia mediados del siglo XIX, la parroquia, ya por entonces perteneciente a Somiedo, tenía contabilizada una población de 170 habitantes. Aparece descrita en el primer volumen del Diccionario geográfico-estadístico-histórico de España y sus posesiones de Ultramar de Pascual Madoz con las siguientes palabras:

AGUINO (Santiago de): felig. en la prov. y dióc. de Oviedo (8 leg.), part. jud. de Belmonte (3) y ayunt. de Somiedo (1/2): sit. entre montañas que la dominan por N. y S.: clima frio y sano aunque propenso á pulmonías: comprende los l. de Aguino, Brañueto, Perlunes y el Terrado que reunen 50 casas, la que mas de dos pisos. La igl. parr. (Santiago) es mediana, y el curato de entrada y de patronato real. El térm. se estiende á 1/2 leg. de E. á O. y 3/4 de N. á S.: confina con la Pola (cap. del ayunt.), Pigueces, Villar de Vildas y Cores; le recorre un riach. que baja de los montes de la Degollada, enriquecido con las vertientes de los altos de Perlunes y derrames de una buena y abundante fuente. El terreno aunque quebrado, participa de llano y prado bastante fértil: los caminos son malos: el correo se recibe en la Pola. Prod. escanda, maiz, centeno, algunas legumbres, fruta y hortaliza: cria ganado cabrío, vacuno y lanar: pobl. 40 vec.: 170 alm. contr.. con su ayunt. (V.).
(Madoz, 1845, p. 158)

## Geografía humana

### Organización territorial
La parroquia está conformada por las siguientes entidades de población:
- Aguino (Aguinu en asturiano)
- Perlunes (Perḷḷunes en asturiano)

### Demografía
En 2023, la entidad colectiva de población tenía empadronados veintitrés habitantes y la entidad singular de población, nueve.

## Patrimonio
Se celebra la festividad de San Juan Bautista. Como arquitectura, destaca el molino de Perlunes, la iglesia de Santiago de Aguino, la capilla de San Antonio y el castillo de Alba (fortificación medieval del siglo XIII).